# ヤマハ・ライト・ミュージック・コンテスト
ヤマハ・ライト・ミュージック・コンテスト (YAMAHA LIGHT MUSIC CONTEST, LMC) は、ヤマハ音楽振興会主催による音楽コンテストの名称。1967年（昭和42年）から1971年（昭和46年）までの5回。1981年（昭和56年）から「LIGHT MUSIC CONTEST」の名称で1986年（昭和61年）までの6回（計11回）開催された。

## コンテストの概要
全国各地で行われた地区予選を勝ち抜いたアマチュア・バンドが東京で行われる全国決勝大会（会場は東京厚生年金会館）に出場することができた。
V.G.S（ヴォーカル・グループ・サウンズ）、ロック、フォーク、ジャズ・コンボ、フルバンドの5部門に分かれて審査され、最終的にその5部門から1組のグランプリが選ばれる。
グランプリを獲得したグループには、賞状、トロフィーのほか、副賞としてヨーロッパ周遊旅行の招待券と、ジルジャンのシンバルセットが贈呈された（第1回から4回まで）。コンテストの音源は年度ごとにLPとして発売された。

## コンテストに出場経験のあるグループ
第1回（1967年・昭和42年）
- フォークミュージック部門
  - ジャックス - 2位
  - ダウンタウンズ（吉田拓郎）

第2回（1968年・昭和43年）
- ボーカルグループサウンズ部門
  - マックス（萩原克己） - 1位
  - ダウンタウンズ（吉田拓郎） - 第4位（第1回の中国地区予選のロック部門優勝グループ、全国大会は出場辞退）

第3回（1969年・昭和44年）
- フォークミュージック部門
  - 赤い鳥 - 1位
  - オフコース - 2位（メンバーの小田和正は最優秀歌唱賞を受賞。グランプリを獲得したら解散することになっていたが、赤い鳥がグランプリを獲得したことで、プロとしての第一歩を踏み出すこととなった）
  - ザ・フォーシンガーズ（財津和夫） - 6位
- ロック部門
  - 大村憲司 - 1位
  - 藤原誠 - 2位

第4回（1970年・昭和45年）
- フォークミュージック部門
  - チューリップ - 2位

第5回（1971年・昭和46年）
第6回（1981年・昭和56年）
- ロック部門
  - Early Byrds - 1位
  - 爆風銃
  - スーパースランプ
- ジュニア・レディース部門（20歳以下・女性）
  - チェッカーズ - ジュニア部門1位・シニア部門特別賞

第7回（1982年・昭和57年）
- ロック部門
  - X-RAY
  - KANGAROO
- ジュニア・レディース部門
  - SHOW-YA

第8回（1983年・昭和58年）
- ロック部門
  - GAOS

第9回（1984年・昭和59年）
- ロック部門
  - Howdy Moon

第10回（1985年・昭和60年）
- ロック部門
  - NEWS

第11回（1986年・昭和61年）
- ロック部門
  - すまいりんぐ・どらみーくらぶ
  - THE BARRETT